# 自由女神头像镍币
自由女神头像镍币（英語：Liberty Head nickel）又因其背面设计而被称为“5分镍币”（英語：V nickel），是美国铸币局于1883至1912年生产的一种流通用5美分硬币，该局还可能打造有至少5枚刻有年份1913的这种硬币。硬币正面刻有自由女神的左侧头像。
采用白铜打造的盾牌镍币在生产过程中一直存在多种困难，19世纪80年代初，美国铸币局打算重新设计这种面额硬币。铸币局首席雕刻师查尔斯·巴伯接到指示，为镍币、3美分和1美分硬币提供新的统一设计，但最终获批的只有5美分硬币，于1883年投产。之后近30年里，铸币局生产了大量这种硬币来满足庞大的需求，特别是在投币式售货机变得越来越常见之后。
1911年，铸币局开始为更换自由女神头像镍币设计做准备，新的设计人称野牛镍币，于1913年2月投产。根据铸币局的正式文献记载，1913年没有生产过自由女神头像镍币，但仍有5枚这样的硬币流传至今。这5枚硬币的确切来源尚无定论，但仍然是世界上最具价值的硬币之一，其中一枚在2010年以373万7500美元高价售出。

## 源起
企业家约瑟夫·沃顿（Joseph Wharton）几乎垄断了整个美国的镍矿开采，19世纪60年代，他利用自己的影响力促使国会通过法案，在硬币合金成份中加上镍，盾牌镍币也由此于1866年诞生。但是，这种硬币的实际生产过程一直困难重重：复杂的设计致使硬币品相欠佳，即便是经过重新设计也未能解决技术难题，以致铸币局早在1867年就考虑要将之更换。不过，盾牌镍币在接下来的十余年里还是继续生产。19世纪70年代末，铜镍合金5美分硬币的生产缩水，同样材质的3美分镍币也基本停产，沃顿于是开始寻找新的方法来将金属镍卖给美国铸币局。当时铸币局生产的铜镍合金硬币数量很少，但铜制分币仍然很多，所以沃顿希望能通过游说，将分币材质也换为铜镍合金。
1881年，铸币局局长阿奇博尔德·劳登·斯诺登（Archibald Loudon Snowden）下令首席铸币员查尔斯·巴伯设计统一的镍币、3美分硬币和新提议的铜镍合金美分币。斯诺登要求巴伯在硬币正面采用自主神的古典主义风格头像，并附有刻字（“自由”）和年份。硬币反面则是代表面额的罗马数字，周围由小麦、棉花和玉米环绕，所以5美分硬币背面就应该刻上罗马数字（“5”）。新提议的1美分硬币直径需缩小到16毫米，重1.5克，3美分硬币则增大至19毫米直径，重3克，5美分镍币重量仍保持在5克，只是直径增至22毫米。

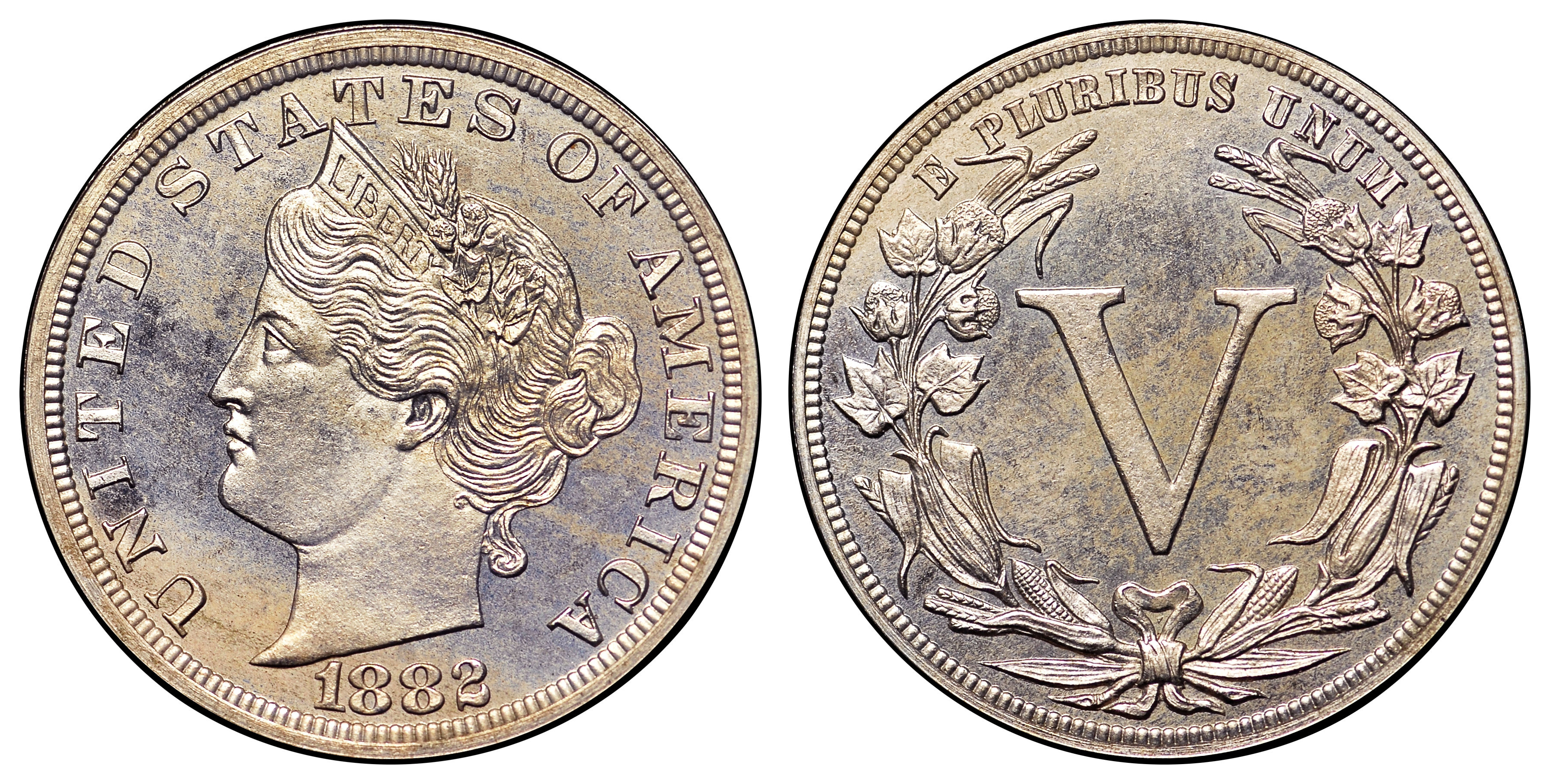
巴伯为镍币设计的图案币

巴伯完成设计，并铸造了数量较多的图案币。他设计的镍币正面与最终通过的方案非常相似，头像周围有年份和（“美利坚合众国”）字样环绕。背面则依据上级指示使用花环围绕，除此以外没有其他字符。他之后还于同年设计了另一种图案币，背面加上了（“我们信仰上帝”）。斯诺登之后认定，3美分硬币和新提议的1美分硬币实际用途会很小，所以巴伯继续在镍币上下工夫，将其直径调整到21.21毫米。1882年，巴伯将镍币背面的格言换为（“合众为一”）。还有一种图案币边缘有5条缺口，以相同距离隔开，这种旨在让盲人识别的“盲人镍币”设计是应联邦众议员、南北战争期间的北军将领威廉·罗斯克兰斯（William S. Rosecrans）的要求打造，罗斯克兰斯表示，他的许多战友都因战争期间患上的疾病导致失明，但设计方案最终没有得到通过。
1882年下半年，巴伯的设计方案得到铸币局官员首肯，还有25枚样币按照惯例送往首都哥伦比亚特区，等待财政部长查尔斯·J·福尔杰批准。但让斯诺登意外的是，福尔杰否决了设计，理由是当时已有法律规定，（“美利坚合众国”）字样应该放在硬币背面而非正面，当时的总统切斯特·艾伦·阿瑟也支持部长的看法。斯诺登建议在此稍作通融，但福尔杰拒绝妥协，巴伯因此按部长的意见修改设计。新设计获得批准，镍币准备在1883年初投产。

## 发行
新镍币于1883年1月30日投产，再于2月1日开始由铸币局投入流通。斯诺登担心1883年版盾牌镍币会引来投机行为，所以在获得批准后安排铸币局从2月6日起将盾牌镍币和新镍币一起生产了几个月时间。
已经流通多年的3美分银币和镍币上都只是刻上罗马数字来代表面值，没有刻上（“美分”字样）。诈骗分子很快发现，新镍币的直径与5美元金币非常接近，只要给新镍币镀金，就有可能会让人误以为这是5美元。他们很快付诸实践，并成功实施了一些这样的诈骗作为。诈骗分子还给部分镀金镍币加上锯齿纹花边，令其看上去更像金币。据一广泛流传的说法称，一位名叫乔希·塔图姆的男子就是利用这种硬币行骗的诈骗分子之一，他的行骗手段是在进入商店后选中一种价格不超过5美分的物品，然后付给店员一枚镍币，许多店员都上当找给他4美元95美分。这一传说中还指出，店家无法通过法律向塔图姆追索，因为他的确付足了自己所购物品的金额，店员找回的钱就相当于是赠送的礼物。还有一些说法称，塔图姆是聋哑人，所以他不可能故意谎报这些硬币的面值。
给镍币镀金冒充金币的做法让铸币局深感惊恐，立即停止了自由女神头像镍币的生产。巴伯根据指示再次修改设计，在硬币背面的底部增加字样，还更改了其他多种元素的位置。修改后的镍币于1883年6月26日发行，盾牌镍币也是在这天停产。有报道称财政部会召回所有没有字样的镍币，公众于是开始囤积这种可能会变得非常稀有的硬币。

## 生产
1883和1884年的镍币产量很高，但1885和1886年却要低得多，这主要是因为1882至1885年的经济衰退导致硬币需求降低。1886年，财政部决定重新发行大批量已经存在磨损的小面额硬币，所以这年生产的镍币数量也很少。直至1886年9月，铸币局才恢复镍币的全面生产。到了1887年，大批量的镍币需求已令铸币局应接不瑕，为此还不得不融化大量铜镍合金硬币来尽量满足需求，并且最终还是有许多订单无法完成。此后几年，镍币的需求量一直很高，铸币局直到1894年才因在1893年经济恐慌期间积蓄下大量库存而暂停生产。
1890年铸币法案中止了多种过时面额硬币的生产授权，3美币硬币就是其中之一。1890年9月26日，联邦国会通过另一项法案，要求硬币设计要在生产25年后才能更换，除非在此期间得到国会批准。不过，后一项法案并没有明确规定，当时的5美分硬币和银元都需要在生产25年后才重新设计。联邦众议院要求财政部长递交报告，说明使用各种金属打造硬币的优势和缺点。为此铸币局在试铸过带孔硬币后于1896年制作了多枚图案币，这也是1885年后该局首次生产图案币，下一次打造图案镍币则要到1909年。

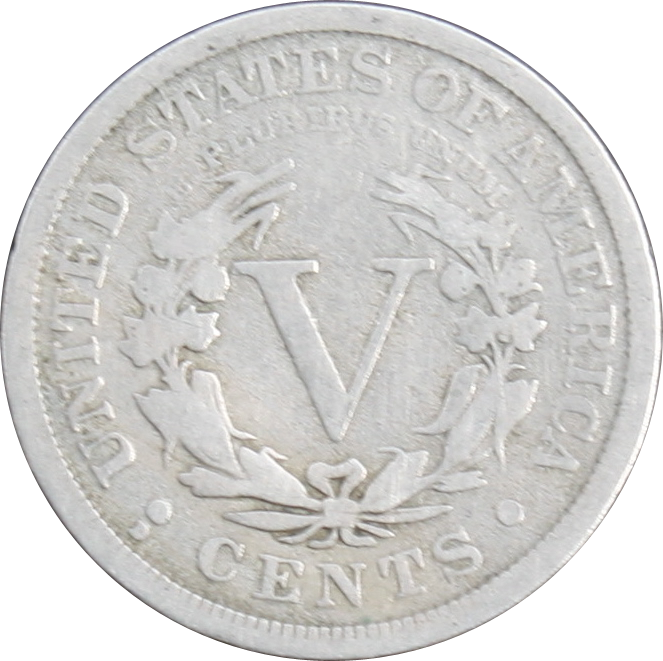
1912-D版镍币，代表丹佛铸币局的标记“D”位于左下角，用来分隔“UNITED”（“合众”）和“CENTS”（“美分”）两词的点下方。

随着美国经济蓬勃发展，并且镍币开始在投币机中采用，其需求也于世纪之交迎来前所未有的高潮。1900年，铸币局局长乔治·E·罗伯茨（George E. Roberts）呼吁国会加大拨款额度，以便铸币局购买足够的贱金属来生产镍币和美分币。同年，镍币设计再次小幅调整，延长了背面的一些叶子。铸币局也在同期开始采用新的轮毂，硬币就是从这些轮毂中生产出来。此后多年里，硬币需求居高不下，1911年3月，《梅尔钱币月刊》（Mehl's Numismatic Monthly）报道称，铸币局已是24小时连续运作来生产美分币和镍币，但仍然无法满足需求。
根据当时的法律，美分币和镍币都只能在费城铸币局生产，为此铸币局局长在多份年度报告呼吁国会解除限制。1906年4月24日，国会取消限制，但旧金山铸币局直至1908年才开始生产贱金属硬币，丹佛铸币局还要晚至1911年。1912年，镍币首次在旧金山和丹佛铸币局投产，其中旧金山铸币局是在圣诞节当晚才开始生产，这年只生产了4个工作日。出产的前40枚1912-版镍币中，有一枚经旧金山市长詹姆斯·D·费伦（James D. Phelan）用来在1912年12月支付该市首辆有轨电车的车资。如果不考虑1913年版，一共只生产了23万8000枚的1912-版镍币是屹今最罕有的自由女神头像镍币。

## 取代

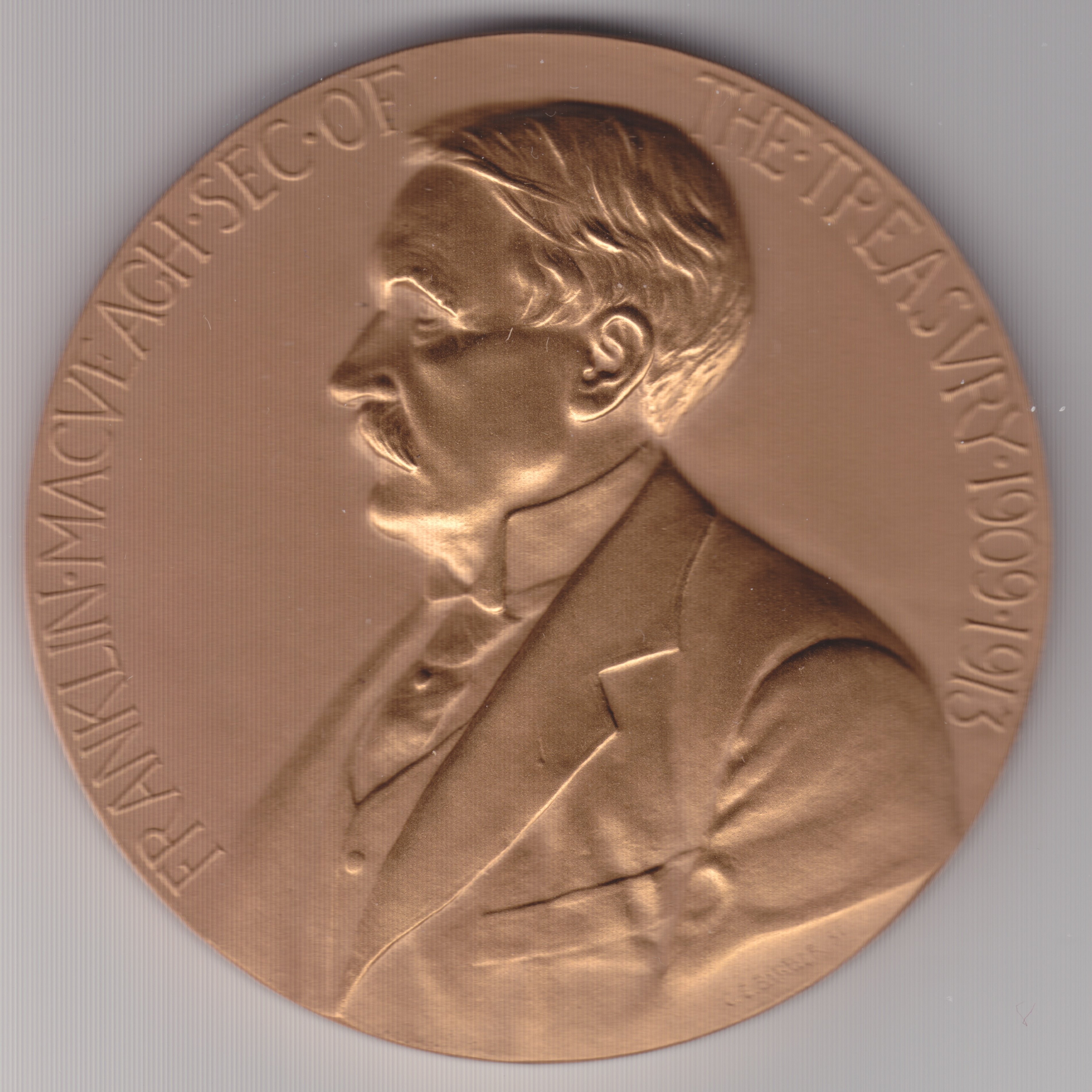
这枚铸币局勋章上所刻的是财政部长富兰克林·麦克维，当年正是在他的推动下，野牛镍币取代了自由女神头像镍币。

1909年，铸币局开始考虑将自由女神头像镍币更换为新设计。为了让硬币设计现代化，美分币和金币都已经有过重新设计。铸币局与外界多位知名艺术家签约，请他们提供新硬币的设计，这让巴伯深感不满。铸币局局长弗兰克··利奇（Frank A. Leach）对巴伯的作品深感钦佩，请首席雕刻师准备几套设计方案来打造图案币。巴伯遵从局长指示准备了带有华盛顿头像的设计，多家报纸报道称，新硬币将于1909年末开始发行。但利奇于1909年7月辞职，更换镍币设计一事因此陷入停滞。
1911年5月4日，财政部长富兰克林·麦克维（Franklin MacVeagh）的儿子伊姆斯·麦克维（Eames MacVeagh）在给父亲的信中写道：
有件似乎大家都忽略了的事，您有机会在任内把镍币或5分币的设计变得更加美丽。在我看来，这会是最具吸引力的一种纪念品。可能您也知道，这将是您任内有可能改变的唯一一种硬币，因为我记得有法律规定，硬币设计的更换周期不能少于25年。我还认为，这（指镍币）应该是现在正在流通的硬币中数量最多的一种。
不久后，财政部副部长亚伯兰·安德鲁（Abram Andrew）宣布铸币局会就镍币征求新的设计方案。知名雕塑家詹姆斯·厄尔·弗雷泽（James Earle Fraser）主动联系财政部官员，他们也对弗雷泽的提议非常满意。铸币局局长罗伯茨起初请弗雷泽根据林肯头像来设计，雕塑家遵照指示完成设计，但这主要来说只是为了取悦局长，他还准备了另一份设计，正面是位美洲原住民，背面则是一头美洲野牛。1912年1月13日，麦克维批准了后一种设计，之后据此投产的硬币人称野牛镍币。6月下旬，弗雷泽完成最终设计的模型。新镍币的规格数据提供给了专业生产自动售货机的霍布斯制造公司，11月上旬，该公司与弗雷泽举行面谈，告知新硬币很可能会在售货机中卡住。弗雷泽根据霍布斯公司的请求修改了设计，但麦克维认为这些改动已经对原本的整体设计有损，所以拒绝批准，他对之前的设计非常满意。
1912年12月13日，罗伯茨警告铸币局工作人员，不要擅自生产1913年版5美分硬币，等待新设计到位。他也在同一天下令费城铸币局中止自由女神头像镍币生产。霍布斯公司提出了一长串硬币修改要求，但最终得以采纳的只有很小的改动。1913年2月15日，还有三个星期就要伴随着威尔逊政府上台而离任局长职位的麦克维致信罗伯茨指出，其他多家自动售货机或投币机制造商都没有对新镍币的设计表示不满。罗伯茨于是得出结论，铸币局已经竭尽所能配合霍布斯公司，因此下令新镍币投产。

## 1913年版

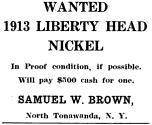
由塞缪尔·W·布朗刊载在《钱币学家》1919年12月刊上的广告

1919年12月，钱币经销商塞缪尔··布朗（Samuel W. Brown）第一个在钱币学刊物上登出广告，表示有意收购任何1913年版的自由女神头像镍币，首度揭露可能有这种版本硬币存在。1920年8月，布朗在美国钱币协会年会上展示了一枚这样的硬币。据布朗透露，铸币局当年准备了1913年版自由女神头像镍币的主模具，并且试铸过为数不多的几枚样板。之后的事态进展表明，布朗一共有5枚这样的硬币，之后全部转手卖出。接下来，这5枚硬币在性格乖僻的德克萨斯州沃思堡地区知名收藏家E·H·R·格林上校（Col. E.H.R. Green）手中停留了15年，从1943年开始便四下分散。自那以后，这5枚硬币中每一枚都数度转手。如今，哥伦比亚特区的史密森尼学会和科罗拉多州科罗拉多斯普林斯的美国钱币协会钱币博物馆各存放有1枚向公众展示，另外3枚则属私人收藏。2010年1月，1枚1913年版自由女神头像镍币经拍卖以373万7500美元的高价成交，创下这种硬币的价格纪录。2013年4月，另一枚1913年版镍币自由女神头像以超过310万美元的价格成交，这也是这种镍币最近的一次成交纪录。
1913年版自由女神头像镍币的确切来源尚无定论，铸币局的文献中没有这种硬币的生产纪录，也没有授权生产纪录。虽然1913-版自由女神头像镍币的模具有提前送往加利福尼亚州，但罗伯茨下令停产后，这些模具也都送回了费城。从纪录中基本可以肯定，这些于12月23日回到费城铸币局的模具都在次年1月初按惯例销毁。布朗曾在费城铸币局工作（不过这点直到1963年才开始为人所知），所以很多说法都认为他与此事脱不了干系。

## 铸造数量
| 年份         | 铸币标记 | 铸造量      |
| ------------ | -------- | ----------- |
| 1883（无“”） |          | 5,479,519   |
| 1883（无“”） |          | 16,032,983  |
| 1884         |          | 11,273,942  |
| 1885         |          | 1,476,490   |
| 1886         |          | 3,330,290   |
| 1887         |          | 15,263,652  |
| 1888         |          | 10,720,483  |
| 1889         |          | 15,881,361  |
| 1890         |          | 16,259,272  |
| 1891         |          | 16,834,350  |
| 1892         |          | 11,699,642  |
| 1893         |          | 13,370,195  |
| 1894         |          | 5,413,132   |
| 1895         |          | 9,979,884   |
| 1896         |          | 8,842,920   |
| 1897         |          | 20,428,735  |
| 1898         |          | 12,532,087  |
| 1899         |          | 26,029,031  |
| 1900         |          | 27,255,995  |
| 1901         |          | 26,480,213  |
| 1902         |          | 31,489,579  |
| 1903         |          | 28,006,725  |
| 1904         |          | 21,404,984  |
| 1905         |          | 29,827,276  |
| 1906         |          | 38,613,725  |
| 1907         |          | 39,214,800  |
| 1908         |          | 22,686,177  |
| 1909         |          | 11,590,526  |
| 1910         |          | 30,169,353  |
| 1911         |          | 39,559,372  |
| 1912         |          | 26,236,714  |
| 1912         |          | 8,474,000   |
| 1912         |          | 238,000     |
| 1913         |          | 已知的有5枚 |

### 脚注
1. 1 2 3  Bowers 2006，第136頁.
2. 1 2  Lange 2006，第123頁.
3. 1 2  Peters & Mohon 1995，第6頁.
4. 1 2  Bowers 2006，第139頁.
5. ↑  Bowers 2006，第252–253頁.
6. ↑  Peters & Mohon 1995，第12頁.
7. ↑  Bowers 2006，第140–141頁.
8. ↑  Bowers 2006，第143頁.
9. ↑  Peters & Mohon 1995，第95頁.
10. ↑  Bowers 2006，第140頁.
11. 1 2  Montgomery, Borckardt & Knight 2005，第27–29頁.
12. ↑  Peters & Mohon 1995，第46頁.
13. ↑  Bowers 2006，第145頁.
14. ↑  Montgomery, Borckardt & Knight 2005，第29頁.
15. ↑  Bowers 2006，第184–185頁.
16. ↑  Peters & Mohon 1995，第108頁.
17. ↑  Peters & Mohon 1995，第122頁.
18. ↑  Bowers 2006，第149頁.
19. ↑  Richardson 1891，第806–807頁，26 Stat L. 484, amendment to R.S. §3510.
20. ↑  Bowers 2006，第261頁.
21. ↑  Peters & Mohon 1995，第14頁.
22. ↑  Bowers 2006，第150–151頁.
23. ↑  Bowers 2006，第251頁.
24. ↑  Bowers 2006，第190頁.
25. ↑  Lange 2006，第135頁.
26. ↑  Peters & Mohon 1995，第162頁.
27. ↑  Bowers 2006，第192–193頁.
28. ↑  Bowers 2006，第263頁.
29. ↑  Taxay 1983，第340頁.
30. ↑  Taxay 1983，第341–343頁.
31. 1 2  Taxay 1983，第343–344頁.
32. ↑  Montgomery, Borckardt & Knight 2005，第35頁.
33. ↑  Montgomery, Borckardt & Knight 2005，第34頁.
34. ↑  Peters & Mohon 1995，第164頁.
35. ↑  Montgomery, Borckardt & Knight 2005，第98頁.
36. ↑  The China Post, January 1, 2010.
37. ↑  USA Today.
38. ↑  Peters & Mohon 1995，第172頁.
39. ↑  Peters & Mohon 1995，第171–172頁.
40. ↑  Montgomery, Borckardt & Knight 2005，第37–39頁.
41. ↑  Yeoman 2014，第131–132頁.

### 文献
书籍
- Bowers, Q. David. . Atlanta, Ga.: Whitman Publishing. 2006. ISBN 978-0-7948-1921-7.
- Lange, David W. . Atlanta, Ga.: Whitman Publishing. 2006. ISBN 978-0-7948-1972-9.
- Montgomery, Paul; Borckardt, Mark; Knight, Ray. . Irvine, Ca.: Zyrus Press. 2005. ISBN 978-0-9742371-8-3.
- Peters, Gloria; Mohon, Cynthia. . Virginia Beach, Va.: DLRC Press. 1995. ISBN 978-1-880731-52-9.
- Richardson, William Allen (编).  1. Washington, D.C.: US Government Printing Office. 1891  [2015-04-11]. （原始内容存档于2016-03-07）.
- Taxay, Don.  reprint of 1966. New York, N.Y.: Sanford J. Durst Numismatic Publications. 1983. ISBN 978-0-915262-68-7.
- Yeoman, R.S.  68th. Atlanta, Ga.: Whitman Publishing. 2014. ISBN 978-0-7948-4215-4.

其它来源
- . The China Post. 2010-01-01  [2015-04-11]. （原始内容存档于2012-09-24）.
- Associated Press. . USA Today. 2013-04-26  [2015-04-13]. （原始内容存档于2019-12-10）.